# Piera Rodríguez
Pierangela Rodríguez (Maracaibo, Venezuela; 11 de noviembre de 1992) es una artista marcial mixta venezolana que compite en la división de peso paja del Ultimate Fighting Championship (UFC). Fue campeona de peso paja de Legacy Fighting Alliance (LFA).

## Primeros años
Nació en Maracaibo, Venezuela. Tras dejar su país por la situación social en el que atraviesa, comenzó su carrera en el boxeo y artes marciales mixtas en Panamá, para luego emigrar a Málaga, España.
Estudió en el colegio Juan Bosco y se fue a Maracaibo a estudiar psicología en la URU (Universidad Rafael Urdaneta) en donde obtuvo su título.

## Carrera de artes marciales mixtas

### Carrera temprana
Paso sus primeras peleas en la promoción panameña Panama Fight League. Rodríguez hizo su debut profesional el 20 de mayo de 2017, enfrentando a Karol Ximena Naranjo Lopez. Ganó la pelea por nocaut técnico, como resultado de una parada médica en el segundo asalto.
Rodríguez enfrentó a Carmen Virginia Arancibia el 24 de noviembre de 2018 en AFL 17. Ganó la pelea por nocaut técnico en el segundo asalto.

### Legacy Fighting Alliance

#### Campeonato de Peso Paja de LFA
Rodríguez tuvo la oportunidad de pelear por el campeonato de peso paja de LFA, enfrentando a la ucraniana Svetlana Gotsyk el 23 de abril de 2021 en LFA 105. Rodríguez ganó la pelea por nocaut técnico en el quinto asalto, para proclamarse como campeona de peso paja de LFA.

### Dana White's Contender Series
Rodríguez enfrentó a Valesca Machado el 19 de octubre de 2021 en Dana White's Contender Series 44 por un contrato de UFC. Rodríguez ganó el contrato venciendo a Machado por decisión unánime.

### Ultimate Fighting Championship
Rodríguez hizo su debut promocional el 9 de abril de 2022, enfrentando a Kay Hansen en UFC 273. En los pesajes, Hansen pesó 118,5 libras, 2,5 libras por encima del límite de pelea sin título de peso paja. La pelea se desarrolló en un peso pactado y hansen perdió el 20% de su bolsa, que fue para Rodríguez. Rodríguez Ganó la pelea por decisión unánime.
Rodríguez enfrentó a Sam Hughes el 15 de octubre de 2022 en UFC Fight Night 212. Ganó la pelea por decisión unánime.
Rodríguez enfrentó a Gillian Robertson el 15 de abril de 2023 en UFC on ESPN 44. Perdió la pelea por sumisión en el segundo asalto.
Rodríguez estaba programada para enfrentar a Cynthia Calvillo el 6 de abril de 2024 en UFC Fight Night 240. Sin embargo En los pesajes, Calvillo pesó 119 libras, tres libras por encima del límite de peleas sin título de peso paja. Como resultado, su pelea con Calvillo fue cancelada. 
Rodríguez enfrentó a Ariane Carnelossi el 18 de mayo de 2024 en UFC Fight Night 241. Rodríguez perdió la pelea después de que fuera descalificada por un cabezazo ilegal.
Rodríguez enfrentó a Josefine Lindgren Knutsson el 14 de diciembre de 2024 en UFC en ESPN 63. Ganó la pelea por decisión unánime.

## Campeonatos y logros
- Legacy Fighting Alliance
  - Campeonato de peso paja de LFA (una vez)[2]

## Récord de artes marciales mixtas
| Récord profesional | Récord profesional | Récord profesional |
| 12 peleas          | 10 victorias       | 2 derrotas         |
| ------------------ | ------------------ | ------------------ |
| Nocaut             | 5                  | 0                  |
| Sumisión           | 0                  | 1                  |
| Decisión           | 5                  | 0                  |
| Descalificación    | 0                  | 1                  |

| Resultado | Récord | Oponente                   | Método                     | Evento                              | Fecha                    | Ronda | Tiempo | Localización          | Notas                                                      |
| --------- | ------ | -------------------------- | -------------------------- | ----------------------------------- | ------------------------ | ----- | ------ | --------------------- | ---------------------------------------------------------- |
| Victoria  | 10–2   | Josefine Lindgren Knutsson | Decisión (unánime)         | UFC on ESPN: Covington vs. Buckley  | 14 de diciembre de 2024  | 3     | 5:00   | Tampa, Florida        |                                                            |
| Derrota   | 9–2    | Ariane Carnelossi          | Descalificación (cabezazo) | UFC Fight Night: Barboza vs. Murphy | 18 de mayo de 2024       | 2     | 3:16   | Las Vegas, Nevada     |                                                            |
| Derrota   | 9–1    | Gillian Robertson          | Sumisión (armbar)          | UFC on ESPN: Holloway vs. Allen     | 15 de abril de 2023      | 2     | 4:21   | Kansas City           |                                                            |
| Victoria  | 9–0    | Sam Hughes                 | Decisión (unánime)         | UFC Fight Night: Grasso vs. Araújo  | 15 de octubre de 2022    | 3     | 5:00   | Las Vegas, Nevada     |                                                            |
| Victoria  | 8–0    | Kay Hansen                 | Decisión (unánime)         | UFC 273                             | 9 de abril de 2022       | 3     | 5:00   | Jacksonville, Florida | Pelea de peso pactado (118 libras); Hansen no dio el peso. |
| Victoria  | 7–0    | Valesca Machado            | Decisión (unánime)         | Dana White's Contender Series 54    | 19 de octubre de 2021    | 3     | 5:00   | Las Vegas, Nevada     |                                                            |
| Victoria  | 6–0    | Svetlana Gotsyk            | TKO (golpes)               | LFA 105                             | 23 de abril de 2021      | 3     | 5:00   | California            | Ganó el Campeonato vacante de Peso Paja de LFA.            |
| Victoria  | 5–0    | Kayla Hracho               | Decisión (unánime)         | UCC 48                              | 31 de enero de 2020      | 3     | 5:00   | Ciudad de Panamá      | Regresó a peso paja.                                       |
| Victoria  | 4–0    | Yamila Sánchez             | KO (golpes)                | Vida Fighting Championships 1       | 14 de septiembre de 2019 | 2     | 1:27   | Málaga                | Debut en peso mosca.                                       |
| Victoria  | 3–0    | Carmen Virginia Arancibia  | TKO (golpes)               | AFL 17                              | 24 de noviembre de 2018  | 2     | 2:07   | Langreo               |                                                            |
| Victoria  | 2–0    | Lina Franco                | TKO (golpes)               | UCC Fantastic Fight Night 7         | 19 de agosto de 2017     | 3     | 4:41   | Ciudad de Panamá      |                                                            |
| Victoria  | 1–0    | Karol Naranjo              | TKO (parada médica)        | UCC Fantastic Fight Night 5         | 20 de mayo de 2017       | 2     | 5:00   | Ciudad de Panamá      | Debut en peso paja.                                        |